# Claude Binyon

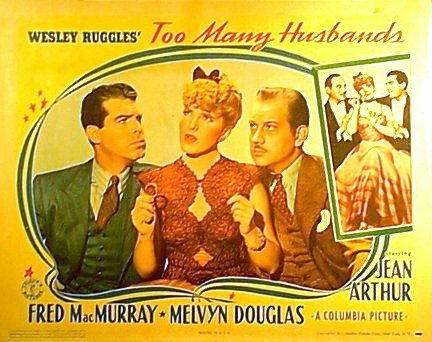
Affiche de Trop de maris (1940)

Claude Binyon est un producteur, réalisateur et scénariste américain, de son nom complet Claude Howard Binyon, né le 17 octobre 1905 à Chicago (Illinois), mort d'une crise cardiaque le 14 février 1978 à Glendale (Californie).

## Biographie
Au cinéma, Claude Binyon contribue comme scénariste (ou adaptateur ou auteur de l'histoire originale) à une cinquantaine de films américains — le premier est le film à sketches Si j'avais un million, sorti en 1932 ; le dernier est Un mari à tout faire (Kisses for My President) de Curtis Bernhardt (avec Fred MacMurray et Polly Bergen), sorti en 1964 —. Fait particulier, quatorze d'entre eux (sortis entre 1933 et 1941) sont réalisés par Wesley Ruggles, dont les comédies Aller et Retour (1935, avec Claudette Colbert et Fred MacMurray) et À Paris tous les trois (1937, avec Claudette Colbert, Melvyn Douglas et Robert Young), ou encore le western Arizona (1940, avec Jean Arthur et William Holden).
Mentionnons aussi le film musical L'amour chante et danse de Mark Sandrich (1942, avec Bing Crosby, Fred Astaire et Marjorie Reynolds), Ma femme, la capitaine (Suddenly, It's Spring) de Mitchell Leisen (dont il est en outre producteur, 1947, avec Paulette Goddard et Fred MacMurray), L'Extravagante Héritière de Dick Powell (1956, avec June Allyson et Jack Lemmon), ainsi que Le Grand Sam d'Henry Hathaway (1960, avec John Wayne, Stewart Granger et Capucine).
De plus, Claude Binyon est le réalisateur de sept films (dont cinq également comme scénariste), sortis entre 1948 et 1953. Citons Ma femme et ses enfants (1949, avec Claudette Colbert et Fred MacMurray) et Un grand séducteur (1952, avec Clifton Webb, Ginger Rogers et Anne Francis).
Pour la télévision, il collabore à trois séries, dont un épisode (comme réalisateur et scénariste) de Le Choix de..., diffusé en 1956.

## Filmographie

### Au cinéma

#### Comme scénariste ou adaptateur (sélection)
- 1932 : Si j'avais un million (If I Had a Million), film à sketches de James Cruze et autres, segment The Three Marines
- 1933 : College Humor de Wesley Ruggles
- 1933 : Gambling Ship de Louis J. Gasnier et Max Marcin
- 1934 : L'École de la beauté (Search for beauty) de Erle C. Kenton
- 1934 : Many Happy Returns de Norman Z. McLeod
- 1934 : Shoot for the works de Wesley Ruggles
- 1934 : La Demoiselle du téléphone (Ladies Should Listen) de Frank Tuttle
- 1935 : Aller et Retour (The Gilded Lily) de Wesley Ruggles
- 1935 : Je veux me marier (The Bride Comes Home) de Wesley Ruggles
- 1935 : Stolen Harmony (en) d'Alfred L. Werker
- 1935 : Mississippi de Wesley Ruggles et A. Edward Sutherland
- 1935 : Accent on Youth (en) de  Wesley Ruggles
- 1935 : Aux frais de la princesse (The Daring Young Man) de William A. Seiter
- 1936 : Valiant Is the Word for Carrie de Wesley Ruggles
- 1937 : La Folle Confession (True Confession) de Wesley Ruggles
- 1937 : À Paris tous les trois (I Met Him in Paris) de Wesley Ruggles
- 1938 : Les Bébés turbulents (Sing You Sinners) de Wesley Ruggles
- 1939 : Invitation au bonheur (Invitation to Happiness) de Wesley Ruggles
- 1940 : Trop de maris (Too Many Husbands') de Wesley Ruggles
- 1940 : Arizona de Wesley Ruggles
- 1941 : Tu m'appartiens (You Belong to Me), de Wesley Ruggles
- 1942 : Mon secrétaire travaille la nuit (Take a Letter, Darling) de Mitchell Leisen
- 1942 : L'amour chante et danse (Holiday Inn) de Mark Sandrich
- 1943 : This Is the Army de Michael Curtiz
- 1943 : Dixie d'A. Edward Sutherland
- 1943 : La Dangereuse Aventure (No Time for Love) de Mitchell Leisen
- 1944 : Quatre Flirts et un cœur (And the Angels Sing) de George Marshall (histoire originale)
- 1945 : La Blonde incendiaire (Incendiary Blonde) de George Marshall
- 1946 : Champagne pour deux (The Well-Groomed Bride) de Sidney Lanfield
- 1946 : Cross My Heart (en) de John Berry
- 1947 : Ma femme, la capitaine (Suddenly, It's Spring) de Mitchell Leisen (+ producteur)
- 1950 : Emergency Wedding (en) d'Edward Buzzell
- 1950 : Trois Gosses sur les bras (My Blue Heaven) de Henry Koster
- 1953 : Down Among the Sheltering Palms d'Edmund Goulding
- 1954 : Les femmes mènent le monde (Woman's World) de Jean Negulesco
- 1956 : L'Extravagante Héritière (You Can't Run Away from It) de Dick Powell
- 1958 : La Brune brûlante (Rally 'Round the Flag, Boys !) de Leo McCarey
- 1960 : Le Grand Sam (North to Alaska) d'Henry Hathaway
- 1960 : Pepe de George Sidney (film américano-mexicain)
- 1962 : Une histoire de Chine (Satan Never Sleeps) de Leo McCarey
- 1964 : Un mari à tout faire (Kisses for My President) de Curtis Bernhardt

#### Comme réalisateur (intégrale)

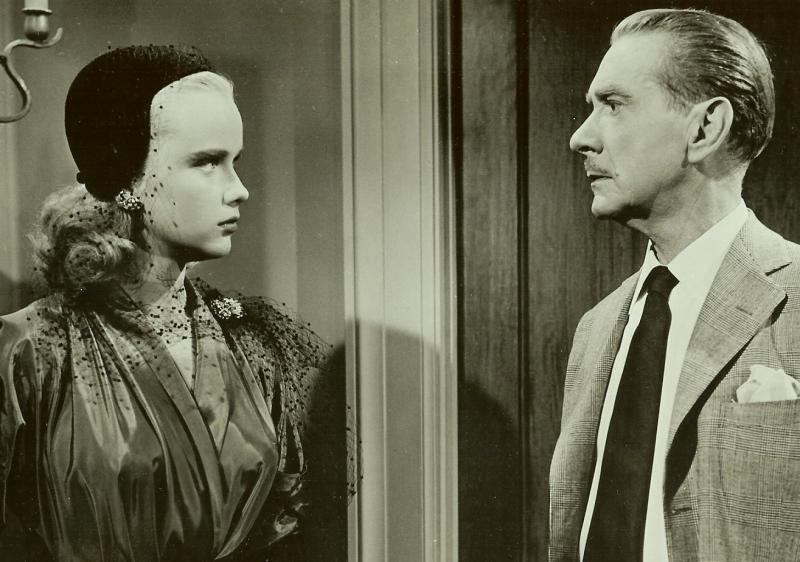
Anne Francis et Clifton Webb, dans Un grand séducteur (1952)

- 1948 : The Saxon Charm (en), avec Susan Hayward, Robert Montgormey, Audrey Totter, John Payne (+ scénariste)
- 1949 : Ma femme et ses enfants (Family Honeymoon), avec Claudette Colbert, Fred MacMurray, Rita Johnson, Hattie McDaniel
- 1950 : Mother Didn't Tell Me (en), avec Dorothy McGuire, William Lundigan, June Havoc, Gary Merrill (+ scénariste)
- 1950 : Stella, avec Ann Sheridan, Victor Mature, Leif Erickson, David Wayne (+ scénariste)
- 1952 : Aaron Slick from Punkin Creek, avec Alan Young, Dinah Shore, Robert Merrill (+ scénariste)
- 1952 : Un grand séducteur (Dreamboat), avec Clifton Webb, Ginger Rogers, Anne Francis, Jeffrey Hunter (+ scénariste)
- 1953 : Il y aura toujours des femmes (Here Come the Girls), avec Bob Hope, Tony Martin, Arlene Dahl, Rosemary Clooney

### À la télévision (séries - intégrale)
- 1955 : The United States Steel Hour (en)
  - Saison 3, épisode 9 Shoot It Again (histoire originale)
- 1956 : Le Choix de... (Screen Directors Playhouse)
  - Saison unique, épisode 21 It's a Most Unusual Day (réalisateur et scénariste)
- 1962 : Alcoa Premiere (en)
  - Saison 1, épisode 14 Mr. Easy de John Newland (scénariste)